# Grand Prix Hiszpanii 2012
Grand Prix Hiszpanii 2012 (oficjalnie Gran Premio de España 2012) – piąta runda Mistrzostw Świata Formuły 1 w sezonie 2012.

## Lista startowa
Na niebieskim tle kierowcy biorący udział jedynie w piątkowych treningach
| Nr | Kierowca           | Zespół                        | Samochód          | Silnik               | Opony |
| -- | ------------------ | ----------------------------- | ----------------- | -------------------- | ----- |
| 1  | Sebastian Vettel   | Red Bull Racing               | Red Bull RB8      | Renault RS27-2012    | P     |
| 2  | Mark Webber        | Red Bull Racing               | Red Bull RB8      | Renault RS27-2012    | P     |
| 3  | Jenson Button      | Vodafone McLaren Mercedes     | McLaren MP4-27    | Mercedes-Benz FO108Y | P     |
| 4  | Lewis Hamilton     | Vodafone McLaren Mercedes     | McLaren MP4-27    | Mercedes-Benz FO108Y | P     |
| 5  | Fernando Alonso    | Scuderia Ferrari              | Ferrari F2012     | Ferrari 056          | P     |
| 6  | Felipe Massa       | Scuderia Ferrari              | Ferrari F2012     | Ferrari 056          | P     |
| 7  | Michael Schumacher | Mercedes AMG Petronas F1 Team | Mercedes F1 W03   | Mercedes-Benz FO108Y | P     |
| 8  | Nico Rosberg       | Mercedes AMG Petronas F1 Team | Mercedes F1 W03   | Mercedes-Benz FO108Y | P     |
| 9  | Kimi Räikkönen     | Lotus F1 Team                 | Lotus E20         | Renault RS27-2012    | P     |
| 10 | Romain Grosjean    | Lotus F1 Team                 | Lotus E20         | Renault RS27-2012    | P     |
| 11 | Paul di Resta      | Sahara Force India F1 Team    | Force India VJM05 | Mercedes-Benz FO108Y | P     |
| 11 | Jules Bianchi      | Sahara Force India F1 Team    | Force India VJM05 | Mercedes-Benz FO108Y | P     |
| 12 | Nico Hülkenberg    | Sahara Force India F1 Team    | Force India VJM05 | Mercedes-Benz FO108Y | P     |
| 14 | Kamui Kobayashi    | Sauber F1 Team                | Sauber C31        | Ferrari 056          | P     |
| 15 | Sergio Pérez       | Sauber F1 Team                | Sauber C31        | Ferrari 056          | P     |
| 16 | Daniel Ricciardo   | Scuderia Toro Rosso           | Toro Rosso STR7   | Ferrari 056          | P     |
| 17 | Jean-Éric Vergne   | Scuderia Toro Rosso           | Toro Rosso STR7   | Ferrari 056          | P     |
| 18 | Pastor Maldonado   | Williams F1                   | Williams FW34     | Renault RS27-2012    | P     |
| 19 | Bruno Senna        | Williams F1                   | Williams FW34     | Renault RS27-2012    | P     |
| 19 | Valtteri Bottas    | Williams F1                   | Williams FW34     | Renault RS27-2012    | P     |
| 20 | Heikki Kovalainen  | Caterham F1 Team              | Caterham CT01     | Renault RS27-2012    | P     |
| 20 | Alexander Rossi    | Caterham F1 Team              | Caterham CT01     | Renault RS27-2012    | P     |
| 21 | Witalij Pietrow    | Caterham F1 Team              | Caterham CT01     | Renault RS27-2012    | P     |
| 22 | Pedro de la Rosa   | HRT F1 Team                   | HRT F112          | Cosworth CA2012      | P     |
| 23 | Narain Karthikeyan | HRT F1 Team                   | HRT F112          | Cosworth CA2012      | P     |
| 23 | Dani Clos          | HRT F1 Team                   | HRT F112          | Cosworth CA2012      | P     |
| 24 | Timo Glock         | Marussia F1 Team              | Marussia MR-01    | Cosworth CA2012      | P     |
| 25 | Charles Pic        | Marussia F1 Team              | Marussia MR-01    | Cosworth CA2012      | P     |
| Nr | Kierowca           | Zespół                        | Samochód          | Silnik               | Opony |

## Wyniki

### Sesje treningowe
| Sesja | Nr | Kierowca         | Konstruktor      | Czas     | Okr. |
| ----- | -- | ---------------- | ---------------- | -------- | ---- |
| 1     | 5  | Fernando Alonso  | Ferrari          | 1:24,430 | 20   |
| 2     | 3  | Jenson Button    | McLaren-Mercedes | 1:23,399 | 38   |
| 3     | 1  | Sebastian Vettel | Red Bull-Renault | 1:23,168 | 13   |

### Kwalifikacje
Źródło: Wyprzedź Mnie!
| Poz. | Nr | Kierowca           | Konstruktor          | Q1       | Q2       | Q3       | Poz. s. |
| --- | --- | ------------------ | -------------------- | -------- | -------- | -------- | ------- |
| 1 | 18 | Pastor Maldonado   | Williams-Renault     | 1:23,380 | 1:22,105 | 1:22,285 | 1       |
| 2 | 5 | Fernando Alonso    | Ferrari              | 1:23,276 | 1:22,862 | 1:22,302 | 2       |
| 3 | 10 | Romain Grosjean    | Lotus-Renault        | 1:23,248 | 1:22,667 | 1:22,424 | 3       |
| 4 | 9 | Kimi Räikkönen     | Lotus-Renault        | 1:23,406 | 1:22,856 | 1:22,487 | 4       |
| 5 | 15 | Sergio Pérez       | Sauber-Ferrari       | 1:24,261 | 1:22,773 | 1:22,533 | 5       |
| 6 | 8 | Nico Rosberg       | Mercedes             | 1:23,370 | 1:22,882 | 1:23,005 | 6       |
| 7 | 1 | Sebastian Vettel   | Red Bull-Renault     | 1:23,850 | 1:22,884 | –        | 7       |
| 8 | 7 | Michael Schumacher | Mercedes             | 1:23,757 | 1:22,904 | –        | 8       |
| 9 | 14 | Kamui Kobayashi    | Sauber-Ferrari       | 1:23,386 | 1:22,897 | –        | 9       |
| 10 | 3 | Jenson Button      | McLaren-Mercedes     | 1:23,510 | 1:22,944 | –        | 10      |
| 11 | 2 | Mark Webber        | Red Bull-Renault     | 1:23,592 | 1:22,977 | –        | 11      |
| 12 | 11 | Paul di Resta      | Force India-Mercedes | 1:23,852 | 1:23,125 | –        | 12      |
| 13 | 12 | Nico Hülkenberg    | Force India-Mercedes | 1:23,720 | 1:23,177 | –        | 13      |
| 14 | 17 | Jean-Éric Vergne   | Toro Rosso-Ferrari   | 1:24,362 | 1:23,265 | –        | 14      |
| 15 | 16 | Daniel Ricciardo   | Toro Rosso-Ferrari   | 1:23,906 | 1:23,442 | –        | 15      |
| 16 | 6 | Felipe Massa       | Ferrari              | 1:23,886 | 1:23,444 | –        | 16      |
| 17 | 19 | Bruno Senna        | Williams-Renault     | 1:24,981 | –        | –        | 17      |
| 18 | 21 | Witalij Pietrow    | Caterham-Renault     | 1:25,277 | –        | –        | 18      |
| 19 | 20 | Heikki Kovalainen  | Caterham-Renault     | 1:25,507 | –        | –        | 19      |
| 20 | 25 | Charles Pic        | Marussia-Cosworth    | 1:26,582 | –        | –        | 20      |
| 21 | 24 | Timo Glock         | Marussia-Cosworth    | 1:27,032 | –        | –        | 21      |
| 22 | 22 | Pedro de la Rosa   | HRT-Cosworth         | 1:27,555 | –        | –        | 22      |
| | 23 | Narain Karthikeyan | HRT-Cosworth         | 1:31,122 | –        | –        | 23      |
| Zdyskwalifikowani | |                    |                      |          |          |          |         |
| | 4 | Lewis Hamilton     | McLaren-Mercedes     | 1:22,583 | 1:22,465 | 1:21,707 | 24      |
| Poz. | Nr | Kierowca           | Konstruktor          | Q1       | Q2       | Q3       | Poz. s. |
| \| Legenda \| Legenda \| \| ------------------------ \| ---------------------------------------------------------------------------------------------------------------------------------------------------------------------------------------------------------------------------------------------------------------- \| \| Poz. Nr Q1 Q2 Q3 Poz. s. \| Pozycja zajęta w sesji kwalifikacyjnej Numer startowy kierowcy Wynik uzyskany w pierwszej części kwalifikacji Wynik uzyskany w drugiej części kwalifikacji Wynik uzyskany w trzeciej części kwalifikacji Pozycja startowa po uwzględnięniu kar, przesunięć, itp. \| | |                    |                      |          |          |          |         |
| Legenda | |                    |                      |          |          |          |         |
| Poz. Nr Q1 Q2 Q3 Poz. s. | Pozycja zajęta w sesji kwalifikacyjnej Numer startowy kierowcy Wynik uzyskany w pierwszej części kwalifikacji Wynik uzyskany w drugiej części kwalifikacji Wynik uzyskany w trzeciej części kwalifikacji Pozycja startowa po uwzględnięniu kar, przesunięć, itp. |                    |                      |          |          |          |         |

### Wyścig
Źródło: Wyprzedź Mnie!
| P                 | + / –     | Nr | Kierowca           | Konstruktor          | Okr. | Czas / Strata          | Komentarz |
| ----------------- | --------- | -- | ------------------ | -------------------- | ---- | ---------------------- | --------- |
| 1                 | Bez zmian | 18 | Pastor Maldonado   | Williams-Renault     | 66   | 1h39m09,145            |           |
| 2                 | Bez zmian | 5  | Fernando Alonso    | Ferrari              | 66   | +0:03,195              |           |
| 3                 | 1         | 9  | Kimi Räikkönen     | Lotus-Renault        | 66   | +0:03,884              |           |
| 4                 | 1         | 10 | Romain Grosjean    | Lotus-Renault        | 66   | +0:14,799              |           |
| 5                 | 4         | 14 | Kamui Kobayashi    | Sauber-Ferrari       | 66   | +1:04,641              |           |
| 6                 | 1         | 1  | Sebastian Vettel   | Red Bull-Renault     | 66   | +1:07,576              | [ a ]     |
| 7                 | 1         | 8  | Nico Rosberg       | Mercedes             | 66   | +1:17,919              |           |
| 8                 | 16        | 4  | Lewis Hamilton     | McLaren-Mercedes     | 66   | +1:18,140              |           |
| 9                 | 1         | 3  | Jenson Button      | McLaren-Mercedes     | 66   | +1:25,246              |           |
| 10                | 3         | 12 | Nico Hülkenberg    | Force India-Mercedes | 65   | +1 okr.                |           |
| 11                | Bez zmian | 2  | Mark Webber        | Red Bull-Renault     | 65   | +1 okr. (00,219)       |           |
| 12                | 2         | 17 | Jean-Éric Vergne   | Toro Rosso-Ferrari   | 65   | +1 okr. (06,173)       |           |
| 13                | 2         | 16 | Daniel Ricciardo   | Toro Rosso-Ferrari   | 65   | +1 okr. (04,866)       |           |
| 14                | 2         | 11 | Paul di Resta      | Force India-Mercedes | 65   | +1 okr. (04,693)       |           |
| 15                | 1         | 6  | Felipe Massa       | Ferrari              | 65   | +1 okr. (01,387)       | [ a ]     |
| 16                | 3         | 20 | Heikki Kovalainen  | Caterham-Renault     | 65   | +1 okr. (24,007)       |           |
| 17                | 1         | 21 | Witalij Pietrow    | Caterham-Renault     | 65   | +1 okr. (15,151)       |           |
| 18                | 3         | 24 | Timo Glock         | Marussia-Cosworth    | 64   | +2 okr.                |           |
| 19                | 3         | 22 | Pedro de la Rosa   | HRT-Cosworth         | 63   | +3 okr.                |           |
| Niesklasyfikowani |           |    |                    |                      |      |                        |           |
|                   |           | 15 | Sergio Pérez       | Sauber-Ferrari       | 37   | skrzynia biegów        |           |
|                   |           | 25 | Charles Pic        | Marussia-Cosworth    | 35   | wał napędowy           |           |
|                   |           | 23 | Narain Karthikeyan | HRT-Cosworth         | 22   | niedokręcone koło      |           |
|                   |           | 19 | Bruno Senna        | Williams-Renault     | 12   | kolizja z Schumacherem |           |
|                   |           | 7  | Michael Schumacher | Mercedes             | 12   | kolizja z Senną        |           |
| P                 | + / –     | Nr | Kierowca           | Konstruktor          | Okr. | Czas / Strata          | Komentarz |

### Najszybsze okrążenie
Źródło: Wyprzedź Mnie!
| Nr | Kierowca        | Konstruktor | Czas     | Okr. |
| -- | --------------- | ----------- | -------- | ---- |
| 10 | Romain Grosjean | Lotus       | 1:26,250 | 53   |

## Prowadzenie w wyścigu
| Nr                              | Kierowca         | Okrążenia          | Suma |
| ------------------------------- | ---------------- | ------------------ | ---- |
| 18                              | Pastor Maldonado | 9-11, 26-41, 46-66 | 37   |
| 5                               | Fernando Alonso  | 1-9, 11-26, 41-44  | 27   |
| 9                               | Kimi Räikkönen   | 44-46              | 2    |
| \| Wykres \| \| ------ \| \| \| |                  |                    |      |
| Wykres                          |                  |                    |      |
|                                 |                  |                    |      |

## Klasyfikacja po wyścigu

### Kierowcy
| P  | +/− | Kierowca           | Starty | Punkty | P1 | P2 | P3 | PP | NO | NS |
| -- | --- | ------------------ | ------ | ------ | -- | -- | -- | -- | -- | -- |
| 1  | 0   | Sebastian Vettel   | 5      | 61     | 1  | 1  | –  | 1  | 1  | –  |
| 2  | +3  | Fernando Alonso    | 5      | 61     | 1  | 1  | –  | –  | –  | –  |
| 3  | −1  | Lewis Hamilton     | 5      | 53     | –  | –  | 3  | 2  | –  | –  |
| 4  | +3  | Kimi Räikkönen     | 5      | 49     | –  | 1  | 1  | –  | 1  | –  |
| 5  | −2  | Mark Webber        | 5      | 48     | –  | –  | –  | –  | –  | –  |
| 6  | −2  | Jenson Button      | 5      | 45     | 1  | 1  | –  | –  | 1  | –  |
| 7  | −1  | Nico Rosberg       | 5      | 41     | 1  | –  | –  | 1  | –  | –  |
| 8  | 0   | Romain Grosjean    | 5      | 35     | –  | –  | 1  | –  | 1  | 2  |
| 9  | +5  | Pastor Maldonado   | 5      | 29     | 1  | –  | –  | 1  | –  | 1  |
| 10 | −1  | Sergio Pérez       | 5      | 22     | –  | 1  | –  | –  | –  | 1  |
| 11 | +1  | Kamui Kobayashi    | 5      | 19     | –  | –  | –  | –  | 1  | 1  |
| 12 | −2  | Paul di Resta      | 5      | 15     | –  | –  | –  | –  | –  | –  |
| 13 | −2  | Bruno Senna        | 5      | 14     | –  | –  | –  | –  | –  | 1  |
| 14 | −1  | Jean-Éric Vergne   | 5      | 4      | –  | –  | –  | –  | –  | –  |
| 15 | +1  | Nico Hülkenberg    | 5      | 3      | –  | –  | –  | –  | –  | 1  |
| 16 | −1  | Daniel Ricciardo   | 5      | 2      | –  | –  | –  | –  | –  | –  |
| 17 | 0   | Felipe Massa       | 5      | 2      | –  | –  | –  | –  | –  | 1  |
| 18 | 0   | Michael Schumacher | 5      | 2      | –  | –  | –  | –  | –  | 3  |
| 19 | 0   | Timo Glock         | 5      | 0      | –  | –  | –  | –  | –  | –  |
| 20 | 0   | Charles Pic        | 5      | 0      | –  | –  | –  | –  | –  | 2  |
| 21 | 0   | Witalij Pietrow    | 5      | 0      | –  | –  | –  | –  | –  | 1  |
| 22 | 0   | Heikki Kovalainen  | 5      | 0      | –  | –  | –  | –  | –  | 1  |
| 23 | 0   | Pedro de la Rosa   | 4      | 0      | –  | –  | –  | –  | –  | –  |
| 24 | 0   | Narain Karthikeyan | 4      | 0      | –  | –  | –  | –  | –  | 1  |
| P  | +/− | Kierowca           | Starty | Punkty | P1 | P2 | P3 | PP | NO | NS |

### Konstruktorzy
| P  | +/− | Konstruktor          | Starty | Punkty | P1 | P2 | P3 | PP | NO | NS |
| -- | --- | -------------------- | ------ | ------ | -- | -- | -- | -- | -- | -- |
| 1  | 0   | Red Bull-Renault     | 10     | 109    | 1  | 1  | –  | 1  | 1  | –  |
| 2  | 0   | McLaren-Mercedes     | 10     | 98     | 1  | 1  | 3  | 2  | 1  | –  |
| 3  | 0   | Lotus-Renault        | 10     | 84     | –  | 1  | 2  | –  | 2  | 2  |
| 4  | 0   | Ferrari              | 10     | 63     | 1  | 1  | –  | –  | –  | 1  |
| 5  | 0   | Mercedes             | 10     | 43     | 1  | –  | –  | 1  | –  | 3  |
| 6  | +1  | Williams-Renault     | 10     | 43     | 1  | –  | –  | 1  | –  | 2  |
| 7  | −1  | Sauber-Ferrari       | 10     | 41     | –  | 1  | –  | –  | 1  | 1  |
| 8  | 0   | Force India-Mercedes | 10     | 18     | –  | –  | –  | –  | –  | 1  |
| 9  | 0   | Toro Rosso-Ferrari   | 10     | 6      | –  | –  | –  | –  | –  | –  |
| 10 | 0   | Marussia-Cosworth    | 10     | 0      | –  | –  | –  | –  | –  | 2  |
| 11 | 0   | Caterham-Renault     | 10     | 0      | –  | –  | –  | –  | –  | 2  |
| 12 | 0   | HRT-Cosworth         | 8      | 0      | –  | –  | –  | –  | –  | 1  |
| P  | +/− | Konstruktor          | Starty | Punkty | P1 | P2 | P3 | PP | NO | NS |